# 肖恩·克羅寧
肖恩·克羅寧（英語：Sean Cronin；1986年5月6日—）是一位愛爾蘭橄欖球運動員。他是愛爾蘭國家橄欖球隊的一員，代表愛爾蘭參加了2015年世界盃橄欖球賽。